# Wistman's Wood
Wistman's Wood est une ancienne forêt située dans la région montagneuse de Dartmoor, dans le comté du Devon, au sud-est de l'Angleterre. Cette forêt, s'élevant à une altitude de 380 à 420 mètres, est classée en tant que Réserve naturelle nationale (RNN), Site d'intérêt scientifique particulier (SSSI) et Zone spéciale de conservation (ZSC). Cette forêt est entourée de nombreuses légendes, parmi lesquelles celle de la chasse sauvage.